# Марко Јачов
Марко Јачов (Доње Церање, код Бенковца 6. фебруар 1949 — Ђенцано ди Рома, 8. јануар 2022) био је српски историчар модерног и нововјековног раздобља, југоисточне и источне Европе, као и један од најбољих познавалаца историје Срба у Далмацији и сусједних области.

## Школовање и каријера
Основну школу је завршио у Бенковцу, Београдску богословију 1968, а на Богословском факултету Српске Православне цркве у Београду је дипломирао 1972. године. Магистрирао је на Катедри за опћу историју новога вијека Београдског универзитета 1975. на тему Венеција и Срби у Далмацији до половине XVIII вијека, гдје је 1979.докторирао са темом Срби у Далмацији у XVIII вијеку.
У међувремену је био предавач и професор у Богословији Св. Арсенија Сријемца у Сријемским Карловцима, а од 1976. архивиста у Архиву САНУ. Радован Самарџић му је био ментор на постдипломским студијама. Читао је документе на италијанском, латинском и другим романским језицима. Студије наставља на Католичком универзитету у Лувену и Институту за европску историју у Мајнцу. До средине осамдесетих година XX вијека истраживао је у архивима Венеције, Рима и Ватикана. Од 1985. радио је на Универзитету Ла Сапиенца у Риму, а касније на Универзитету у Лечеу. Од 1996. постаје члан Пољске академије умјетности из Кракова.

## Научни рад и дјела
Аутор је неколико књига прворазредне архивске грађе, у издању СПЦ. Далматинско владичанство је 1987. издало његову књигу Венеција и Срби у Далмацији у XVIII вијеку, сријемско владичанство је издало књигу Сријем на пријелому два вијека (XVII-XVIII) 1990, а Свети Архијерејски Синод СПЦ исте године објављује капиталну књигу Срби у млетачко-турским ратовима у XVIII вијеку.
Аутор је десетина студија и чланака на српском, италијанском, пољском и другим језицима. Од зборника архивске грађе, приређених докумената из Ватиканског архива, истичу се Списи Конгрегације за пропаганду вјере о Србима 1622.-1644. (Београд, 1986), Списи тајног ватиканског архива о Србима, XVII-XVIII вијек (Београд, 1983) и други, на италијанском и пољском језику. За архивисте су од значаја његове студије Кратак историјски преглед ватиканских архива и њихов значај за историју српског и других балканских народа (Архивист, год. 37., бр. 1.-2., 1987) и Ватикански извори за историју Балкана XVI-XVIII вијека (Архивист, год. 32., бр. 1.-2., 1982). По приступу изворима, био је настављач Никодима Милаша, Алексе Ивића и Јована Радонића.

## Породица
Родитељи су му били Душан и Данка, супруга Марија, а син Милош је доктор историјских наука. Дуго је живио и радио у иностранству.